# Torneo Interbritannico 1920
Il Torneo Interbritannico 1920 fu la trentaduesima edizione del torneo di calcio conteso tra le Home Nations dell'arcipelago britannico. Il torneo fu vinto dal Galles.

## Risultati
| Data             | Luogo     | Squadra 1   | Risultato | Squadra 2   |
| ---------------- | --------- | ----------- | --------- | ----------- |
| 25 ottobre 1919  | Belfast   | Irlanda     | 1 - 1     | Inghilterra |
| 14 febbraio 1920 | Belfast   | Irlanda     | 2 - 2     | Galles      |
| 26 febbraio 1920 | Cardiff   | Galles      | 1 - 1     | Scozia      |
| 13 marzo 1920    | Glasgow   | Scozia      | 3 - 0     | Irlanda     |
| 15 marzo 1920    | Londra    | Inghilterra | 1 - 2     | Galles      |
| 10 aprile 1920   | Sheffield | Inghilterra | 5 - 4     | Scozia      |

## Classifica
| Pos | Squadra     | Pti | G | V | N | P | GF | GS |
| --- | ----------- | --- | - | - | - | - | -- | -- |
| 1   | Galles      | 4   | 3 | 1 | 2 | 0 | 5  | 4  |
| 2   | Scozia      | 3   | 3 | 1 | 1 | 1 | 8  | 6  |
| 2   | Inghilterra | 3   | 3 | 1 | 1 | 1 | 7  | 7  |
| 4   | Irlanda     | 2   | 3 | 0 | 2 | 1 | 3  | 6  |